# نعيمة (دوعن)

'

تعديل مصدري - تعديل

نعيمة هي إحدى قرى عزلة صيف بمديرية دوعن التابعة لمحافظة حضرموت، بلغ تعداد سكانها 54 نسمة حسب تعداد اليمن لعام 2004.